# Соре
Соре (дан. Sorø) је значајан град у Данској, у источном делу државе. Град је управно седиште покрајине Сјеланд, где са околним насељима чини једну од општина, Општину Соре. Данас Соре има око 8 хиљада становника у граду и око 30 хиљада у ширем градском подручју.

## Природни услови
Соре се налази у источном делу Данске. Од главног града Копенхагена, град је удаљен 80 километара западно.
Рељеф: Град Соре се налази у средишњем делу данског острва Јиланд. Градско подручје је равничарско. Надморска висина града креће се 30-40 метара.
Клима: Клима у Сореу је умерено континентална са утицајем Атлантика и Голфске струје.
Воде: Соре се образовао у унутрашњости Данске. Град такође нема излаз на реку, али је са јужне и западне сране окружен језером Соре, а са северне језером Туел.

## Историја
Подручје Сореа било је насељено још у доба праисторије. Први помен насеља везује се за годину 1161. године.
И поред петогодишње окупације Данске (1940-45.) од стране Трећег рајха Соре и његово становништво нису много страдали.

## Становништво
Данас Соре има око 8 хиљада у градским границама и око 30 хиљада са околним насељима.
Етнички састав: Становништво Сореа је до пре пар деценија било било готово искључиво етнички данско. И данас су етнички Данци значајна већина, али мали део становништва су скорашњи усељеници.

## Збирка слика
- Градски културни центар
- Градска црква
- Здање старе академије